# 中華徵信所

中華徵信所舊標誌

中華徵信所企業股份有限公司，簡稱中華徵信所，成立於1966年1月18日，係由人稱「徵信之父」的張祕先生所創立。該公司早期以工商徵信為主要服務內容，隨著台灣經濟環境之改變，逐步增加有關於市場研究、出版品、估價等多元化的工商服務。該公司主要提供顧問服務，因此秉持『向專家低頭，與知識結合』之座右銘服務社會。
目前該公司實收資本額約新台幣2,500萬元，台灣服務員工約100人，並於台北、中壢、台中及高雄皆設有據點服務國內外廠商。

## 歷史沿革
1966年，中華徵信所企業股份有限公司正式成立。

1967年，成立市場調查部門，提供有關於市場及產業資訊的服務。

1967年，建立「拒往資料庫」，結至2007年仍為台灣提供最完整票據信用的資料庫查詢服務。

1971年，出版企業排名資料，由台商百大排名逐步到現在的5000大排名。

1980年，成立不動產估價服務，是目前台灣歷史最悠久的不動產估價服務公司。

2006年，成立商仲部。

2017年，義大利商 CRIF S.p.A. 收購中華徵信所。

## 相關獎項
1977年 《台灣地區集團企業研究》榮獲行政院新聞局頒發圖書金鼎獎（優良圖書獎社會科學類）

1988年 《國際金融貿易大辭典》榮獲行政院新聞局頒發圖書金鼎獎（優良圖書獎社會科學類）

2007年  榮獲行政院新聞局頒發「金鼎三十『老字號金招牌』資優出版事業特別獎」

## 重要出版品
台灣地區集團企業研究

台灣地區工商業財務總分析

台灣地區大型企業排名TOP5000

台灣地區企業名錄

台灣地區專業經理人名錄

徵信要領－理論、實務與案例

徵信要領－如何閱讀國際徵信報告

鑑往知來－不動產估價避險手冊

市場調查手冊

國際貿易金融大辭典

## 重要人物
亞洲區合規負責人：郭曉薇 小姐

總經理： 余建中 先生

副總經理： 許滸 先生

## 外部連結
- 中華徵信所企業股份有限公司官方網站（页面存档备份，存于）
- 中華徵信不動產估價師聯合事務所（页面存档备份，存于）
- 中華民國行政院新聞局金鼎獎主題網站